# (Me Llamo) Sebastián
Sebastián Andrés Sotomayor Sepúlveda (Santiago, 10 de julio de 1987), más conocido por su nombre artístico (Me Llamo) Sebastián, es un cantante, compositor y músico chileno. Sebastián comenzó su carrera luego de que su padre lo escuchara cantando en la ducha y tuviera una revelación artístico-cultural. Participó en varios programas de talento como "Cuanto vale el show" de CHV y Rojo. Además tuvo un breve paso por la academia de canto de Luis Jara. Luego de estudiar música en la universidad UNIACC, decide lanzarse como músico, empezó su carrera como solista y lanzó los discos, Salvador (2010), Adiós vesícula mía (2011), El hambre (2013), La belleza (2015), La Sombra (2017), el EP El dolor es un momento. El valor es la fogata (2018) y el reciente single Lo importante (2020), varios de los cuales ha financiado por medio de campañas de micromecenazgo.
A lo largo de su carrera musical participó de festivales como Lollapalooza (Chile), Vive Latino (México), Pulsar (Chile) y Fluvial (Chile) y LAMC (Nueva York). Actualmente lleva un tiempo viajando por el mundo, habiendo presentándose en diferentes ciudades de Estados Unidos, México, Chile, Perú, Uruguay, Argentina, Puerto Rico, España, Alemania y Países Bajos.

## Discografía
Álbumes de estudio
- Salvador (2010)
- Adiós, vesícula mía (2011)
- El hambre[2] (2013)
- La belleza (2015)
- La sombra  (2017)
- El Dolor es un Momento. El Valor. Es la Fogata (2018)
- Lo importante,  single (2020)

Álbumes recopilatorios
- El monstruo de (Me Llamo) Sebastián (2016)
- Grandes éxitos (que a nadie le importan) (2017)